# 布伊 (涅夫勒省)
布伊（法語：Bouhy，法語發音：[bu.i]）是法国涅夫勒省的一个市镇，属于卢瓦尔河畔科讷库尔区。

## 地理
布伊（47°29'8"N, 3°9'55"E）面积36.37 平方千米，位于法国勃艮第-弗朗什-孔泰大區涅夫勒省，该省份为法国中部省份，北至约讷省，西北接卢瓦雷省，西接谢尔省，南至阿列省，东南接索恩-卢瓦尔省，东临科多尔省。
与布伊接壤的市镇（或旧市镇、城区）包括：桑皮、锡耶、当皮埃尔苏布伊、诺安河畔昂特兰、特雷尼-佩勒斯-圣科隆布。

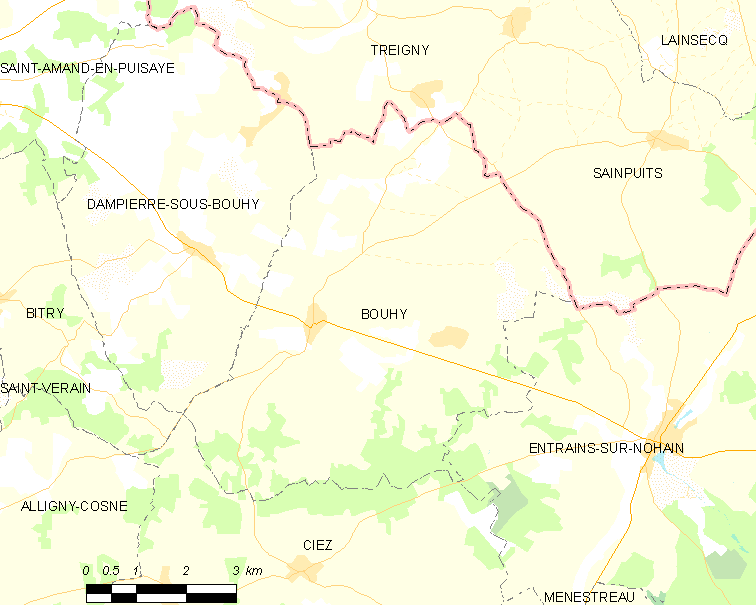
的OSM定位图

布伊的时区为UTC+01:00、UTC+02:00（夏令时）。

## 行政
布伊的邮政编码为58310，INSEE市镇编码为58036。

## 政治
布伊所属的省级选区为卢瓦尔河畔普伊县。

## 人口

1962-2008年间人口变化图示

布伊于2022年1月1日时的人口数量为427人。